# Братский приют
Братский приют (также Братский дом; Дом братьев; Приют братьев) (кор. 형제복지원; англ. Brothers' Home) — трудовой лагерь, существовавший близ города Пусан, Южная Корея, в 1975 — 1987 годах. На объекте находилось 20 фабрик. Во время существования лагеря его заключёнными стали несколько тысяч человек, схваченных во время уличных облав: детей, бездомных и студентов, протестовавших против режима. Только 10% интернированных были фактически бездомными. Нарушения прав человека в лагере были одним из самых худших примеров нарушений прав человека в Южной Корее во время диктатуры; эти нарушения были освещены в публикациях «Ассошиэйтед Пресс» в 2016 году. Различные корейские СМИ прозвали лагерь «Корейским Освенцимом».

## Предыстория
На протяжении 1950-х годов Республика Корея изо всех сил пыталась оправиться от разрушений Корейской войны. Политика социального обеспечения в этот период была сосредоточена на обеспечении жильём сирот, поскольку они рассматривались как пятно на национальной репутации Южной Кореи. В 1960-х годах эта политика была расширена — с этих пор проходили задержания бродяг, поскольку военная хунта Пак Чон Хи начала усилия по «очищению» общества от тех, кто считался символами «бедности» и «беспорядков». Примерно с 1960 года в таких крупных городах, как Сеул, Пусан, Тэгу, Тэджон и Кванджу, началось строительство «мест содержания бродяг под стражей». Свод законов, принятый в 1961 году, узаконил создание учреждений для бездомных. Закон об услугах социального обеспечения (кор. 구 사회복지사업법) от 1970 года предоставил каждому бродяге в возрасте от 18 до 65 лет право на «услуги социального обеспечения».
В 1975 году Министерство внутренних дел Южной Кореи объявило о Директиве Министерства внутренних дел № 410 (кор. 내무부훈령 제410호), которая требовала от муниципалитетов и их местных полицейских управлений сформировать «бродячие патрульные группы», которые будут проводить регулярное патрулирование не реже одного раза в месяц. Директива Министерства внутренних дел № 410 определяла бродяг как «препятствующих здоровому социальному развитию в городах и обществе». Это двусмысленное определение позволяло местным властям самостоятельно решать, кого относить к бродягам, а кого — нет. Аналогичным образом город Пусан и его местная полиция арестовали и поместили под стражу множество людей, которых видели на улицах, в том числе попрошаек, брошенных или осиротевших детей, а также бродяг-инвалидов. В некоторых случаях полиция брала детей, оставшихся без присмотра, под стражу без ведома их родителей или опекунов.
Закон об исполнении обязанностей сотрудниками полиции 1953 года предоставил полиции правовую основу для задержания или передачи тех, кто не находился под надзором «ответственного представителя» и «нуждался в помощи», в полицейские участки, больницы или другие учреждения социального обеспечения. Раздел третьего закона требовал от должностных лиц заручиться согласием пострадавшего лица до оказания помощи. В случае, когда лицу требовалась «защита» со стороны полиции, офицеры были обязаны «незамедлительно проинформировать членов семьи или других близких родственников пострадавшего». Однако, по свидетельствам очевидцев, эти процедуры соблюдались редко.
Арестованных бродяг распределяли по 36 местам содержания под стражей по всей Южной Корее. «Дом братьев» был самым большим среди этих объектов. Основанное 20 июля 1960 года в Гамман-донге, Пусан, учреждение начало свою деятельность в качестве детского дома под названием «Братский приют» (кор. 형제육아소). По мере увеличения приюта в размерах в начале 1970-х он превратился в центр размещения обычных бродяг. В июле 1975 года «Братский приют» подписал соглашение с администрацией Пусана и стал одним из официальных мест содержания бродяг. Впоследствии «Братский приют» переехал в пусанский квартал Чуре-дон.
По мере того, как правительство Южной Кореи проводило ребрендинг в рамках подготовки к Азиатским играм 1986 года и Олимпийским играм 1988 года в Сеуле, подавление бродяжничества усиливалось. 10 апреля 1981 года, получив от командования военной безопасности отчёт о состоянии попрошайничества среди граждан с ограниченными возможностями тогдашний президент Чон Ду Хван приказал премьер-министру Нам Док У «пресечь попрошайничество и принять меры по защите бродяг». 6 октября того же года Чон Ду Хван приказал Нам Док У «убедиться, что попрошаек нет на улицах Сеула», прежде чем начнутся Олимпийские игры 1988 года.

## Обнаружение нарушений прав человека
Расследования
В августе 1982 года мужчина по фамилии Кан подал петицию с просьбой к правительству и полиции расследовать жестокое обращение с его братом во время содержания в Доме братьев. Делом занимался полицейский участок Букбу в Пусане, который организовал встречу Кана и Пак Ин Гын, который в то время был директором центра. Пак подал в суд на Кана за ложное обвинение, и 23 декабря 1982 года Кан был приговорен к восьми месяцам тюремного заключения.
В декабре 1986 года Ким Ен Вон, прокурор из окружной прокуратуры Ульсана, начал расследование, услышав от местного охотника слухи о том, что группа рабочих рубила лес на близлежащей горе, подвергшись нападению вооруженных дубинками охранников. Ким обнаружил, что мастерская, расположенная на горе в округе Ульджу, Ульсан, работала по приказу Пак Ин Гына, директора Приюта братьев. Ким посчитал, что Пак подвергал принудительному труду заключенных, привезенных из приюта, и начал полномасштабное расследование в мастерской и главном помещении центра в Пусане 16 января 1987 года. Расследование, которое включало опросы более 100 заключенных, охранников и руководителей центра, пришло к выводу, что заключенные центра, большинство из которых были в здравом уме, были принудительно доставлены в центр и задержаны полицией. Центр, где они подвергались принудительному, неоплачиваемому труду. Банковская квитанция, указывающая на депозит в размере 2 миллиардов вон, также была найдена в сейфе в кабинете директора.
После расследования, проведенного прокуратурой, члены Национальной ассамблеи Новой демократической партиивпоследствии провели независимое расследование в отношении приюта. Партия опубликовала свой первый отчет о расследовании 4 февраля 1987 года. В нем был сделан вывод, что из 3975 заключенных, находившихся в центре в 1986 году, 3117 были доставлены полицией, а 258 - окружными властями.
С 2022 года по 2024 год Южнокорейская комиссия по установлению истины и примирению провела серию из трех расследований инцидента.
Избиения и пытки
Последующее расследование инцидента показало, что заключенные Приюта братьев подвергались серьезным нарушениям прав человека, включая произвольное задержание, принудительный труд, пытки и сексуальное насилие.
Центром управляла "армейская субординация". Чтобы сократить административные расходы, один заключенный был выбран в качестве "командира" учреждения, работающего непосредственно под руководством директора Пак Ин Гына. Под командованием командира 120 бродяг были сгруппированы в одном месте жительства как один "взвод". В каждом взводе были "лидер", "генеральный секретарь" и "руководители групп", каждый из которых был отобран заключенными. Заключенные также подвергались коллективному наказанию. В некоторых случаях весь взвод подвергался избиениям или пыткам из-за ошибки одного члена.
Широко распространенные пытки были обычным явлением. Заключенных часто заставляли сохранять болезненные и изнуряющие позы в течение длительного времени и их избивали, когда они не могли усидеть на месте. В 2020 году Кукмин Ильбо сообщил о словах бывшего заключенного, который утверждал, что директор Пак Ин Гын сам физически издевался над заключенными и хранил наручники и дубинки в своем кабинете. Далее он утверждал, что до него доходили слухи о том, что от 40 до 50 заключенных в приюте были убиты непосредственно самим Паком.
Дети и подростки братьев часто становились жертвами сексуального насилия со стороны офицеров взвода. Небольшое количество жертв, помеченных как "тонгти", стали основными жертвами гомосексуального насилия.
В различных свидетельствах сообщается, что Приют братьев кормил своих заключенных нейролептиками в качестве формы "химического сдерживания". Записи о закупках центра показали, что Приют братьев приобрел 250 000 таблеток хлорпромазина — наряду с рядом других нейролептиков, таких как галоперидол, флуразепам и карбамазепин — только в 1986 году. В 1987 году город Пусан опроверг обвинения, объяснив, что наркотики были отпускаемыми без рецепта препаратами, которые были приобретены в медицинских целях.
В отчетах о расследовании Новой демократической партии 1987 года, основанных на записях центра, подсчитано, что с 5 июля 1975 года по 7 января 1987 года в приюте погибло в общей сложности 513 человек. В 2014 году было обнаружено, что еще 38 жертв умерли в центре с 1986 года до его вывода из эксплуатации в 1988 году, что увеличило их число до 551. В 2016 году в новостной статье DW сообщалось, что минимум за 20 лет в Доме Братьев погибло 516 человек. Расследование Комиссии по установлению истины и примирению 2022 года сообщило, что на основе всестороннего анализа, включая все недавно обнаруженные записи о смерти с 1975 по 1988 год, в центре погибло в общей сложности 657 человек. Тела погибших заключенных были тайно захоронены, кремированы и захоронены на общественных кладбищах или проданы близлежащим больницам.
Усыновление и торговля людьми
С середины до конца 1990-х годов около 200 000 южнокорейских детей, в основном девочек, были отправлены за границу на усыновление. В настоящее время считается, что они составляют самую большую диаспору усыновленных в мире. Расследование, проведенное Associated Press, обнаружило прямые доказательства того, что Приют братьев организовали усыновление 19 детей с 1979 по 1986 год. Далее AP сообщило, что шесть агентств по усыновлению в США — Holt International, Общество детских домов Миннесоты, Dillon International, Общество детских домов Калифорнии, Католическая социальная служба и Спенс-Чапин — получили усыновленных от приюта.
Европейские страны включали Бельгию, Германию, Нидерланды, Норвегию и Данию. Большинство корейских девочек не были настоящими сиротами и имели живых биологических родителей, но им выдали фальшивые документы, подтверждающие, что они сироты, и вывезли белым родителям за деньги. Корейские службы социального обеспечения, Восточное общество социального обеспечения, Корейская социальная служба и Holt Children's Services были агентствами по усыновлению, вовлеченными в торговлю девочками. Комиссия по установлению истины и примирению начала расследование скандала в 2022 году.
Военные руководители были связаны с членами правления агентств, и они хотели установить более тесные связи с Западом и сократить население Южной Кореи. Система вещания Южной Кореи (KBS) сообщила о случае с корейской девочкой Ким Ю-ри, которую забрали у ее биологических корейских родителей, а после отдали на удочерение французской паре, где она подверглась изнасилованию и домогательствам со стороны своего приемного отца-француза. По всей Австралии, Европе и Соединенным Штатам усыновленные корейцы, большинство из которых составляют женщины, обратились в Комиссию по установлению истины и примирению с просьбой провести расследование скандала с торговлей детьми. Удочеренная кореянка из США подала в суд на детскую службу Holt с требованием компенсации.

## Последствия
Суд над Пак Ин Гыном
Пак Ин Гын в конечном итоге был приговорен к двум с половиной годам тюремного заключения не за нарушения прав человека в Приюте братьев, а за коррупцию.

## Участие протестантской церкви
Выжившие в Приюте братьев утверждают о тесном сотрудничестве между лагерем и протестантской церковью. Один бывший заключенный сообщил, что его заставляли играть в христианских спектаклях для местных и иностранных гостей и дарили пасхальные яйца в качестве награды. Другого отправил в лагерь христианский миссионер. Другой выживший описал церковь и лагерь как бизнес-операцию, которой руководят пастор Лим Ен Сун и директор Пак Ин Гын, где дети вынуждены работать и проводить на месте корейскую операцию по усыновлению, включая написание писем с просьбой о пожертвованиях от семей, которые усыновляли детей в прошлом. Некоторые партнеры по усыновлению за рубежом также были членами христианских организаций.
По словам Шин И Гона, представителя Корейской христианской газеты, Пак Ин Гын был старшим пресвитером церкви, принадлежащей Генеральной ассамблее пресвитерианской церкви в Корее. Шин далее утверждал, что, несмотря на осведомленность о нарушениях прав человека в приюте, христианские организации в Пусане, такие как Национальный совет церквей Пусана и Пусанский YMCA, не раскрыли их.